# Pearl Harbor (Schiff)
Die USS Pearl Harbor (LSD-52) ist ein Docklandungsschiff der United States Navy und gehört der Harpers-Ferry-Klasse an. Sie wurde nach dem Marinestützpunkt Pearl Harbor auf Hawaii benannt.

## Geschichte
LSD-52 wurde 1993 in Auftrag gegeben und Anfang 1995 bei Avondale Shipyard auf Kiel gelegt. 13 Monate später lief das Schiff vom Stapel und wurde getauft. Ende Mai 1998 wurde die Pearl Harbor in Dienst gestellt.
Die Pearl Harbor ist in San Diego stationiert und unternimmt von dort aus regelmäßig Einsatzfahrten im Rahmen so genannter Expeditionary Strike Groups. 2003 etwa verlegte das Schiff während der Operation Iraqi Freedom, 2007 war die Pearl Harbor mit ihren Eskorten Mitscher und Samuel B. Roberts die amerikanische Komponente der Übungen UNITAS 48-07 und Partnership of the Americas.
Auf einer Verlegung 2008 an der Seite der Peleliu lief die Pearl Harbor am 21. Juli im Persischen Golf auf Grund. Das Schiff nahm keinen Schaden, der Kommandant, ein Bronze-Star-Träger, wurde aber daraufhin seines Kommandos enthoben. Ebenfalls an der Seite der Peleliu folgte 2010 eine weitere Verlegung in den Persischen Golf. Im August 2010 ging die Gruppe vor Karatschi vor Anker, um mit ihren Helikoptern Hilfsgüter in die von der Überschwemmungskatastrophe in Pakistan betroffenen Regionen zu bringen. Ende 2011 verlegte das Schiff dann an der Seite der Makin Island in den Pazifik.